# Bruce Billings
Pour les articles homonymes, voir Billings.
Bruce Billings (né le 18 novembre 1985 à San Diego, Californie, États-Unis) est un lanceur droitier qui a joué en Ligues majeures de baseball entre 2011 et 2014.

## Carrière
Joueur à l'Université d'État de San Diego, Bruce Billings est drafté en 31e ronde par les Phillies de Philadelphie en 2006. Il choisit de demeurer à l'université une année supplémentaire et ne signe pas avec les Phillies. Il s'entend l'année suivante avec les Rockies du Colorado, qui le sélectionnent au 30e tour en juin 2007.
Alternant entre les postes de lanceur partant et de lanceur de relève durant son parcours en ligues mineures dans l'organisation des Rockies, Billings débute dans les majeures le 27 mai 2011 alors qu'il lance deux manches en relève pour Colorado dans un match face aux Cardinals de Saint-Louis.
Le 30 juin 2011, Billings est échangé aux Athletics d'Oakland en retour du vétéran joueur de deuxième but Mark Ellis. Il lance 5 manches en 3 apparitions au monticule pour Oakland en 2011 avant de passer les entières saisons 2012 et 2013 en ligues mineures dans l'organistion des Athletics.
Aligné avec les RailRiders de Scranton/Wilkes-Barre, le club-école des Yankees de New York, au début de la saison 2014, Billings est rappelé au niveau majeur en avril. Pour les Yankees, il vient lancer 4 manches en relève contre les Angels de Los Angeles le 25 avril, disputant ainsi son premier match dans les majeures depuis août 2011.